# Luneray
Luneray je francouzská obec v departementu Seine-Maritime v regionu Normandie. Žije zde přibližně 2 200 obyvatel. Je centrem kantonu Luneray.

## Poloha obce
Obec leží 8 km od pobřeží Lamanšského průlivu.

### Sousední obce
| Růžice kompasu | La Gaillarde            | Gueures   |        | Růžice kompasu |
| Růžice kompasu | Gruchet-Saint-Siméon    | Sever     | Brachy | Růžice kompasu |
| Růžice kompasu | Gruchet-Saint-Siméon    | Luneray   | Brachy | Růžice kompasu |
| Růžice kompasu | Gruchet-Saint-Siméon    | Jih       | Brachy | Růžice kompasu |
| Růžice kompasu | Crasville-la-Rocquefort | Greuville |        | Růžice kompasu |